# Madrigal of decadence
Madrigal of decadence (estilizado em minúsculas como madrigal of decadence) é o sexto álbum de estúdio do músico de rock japonês Kiyoharu, lançado em 29 de julho de 2009 pela gravadora Avex Trax. Os singles do álbum são "Samidare", "loved", "Kurutta Kajitsu" e "darlene".
Foi lançado em três edições: a edição regular com apenas o CD, a edição limitada B com um DVD bônus e a edição limitada A com um encarte bônus.

## Visão geral
O primeiro single do álbum lançado foi "Samidare" em 14 de maio de 2008, que alcançou a nona posição nas paradas semanais da Oricon Singles Chart. No ano seguinte Kiyoharu entrou na gravadora Avex Trax e em 13 de maio lançou o segundo single do álbum, "Kurutta Kajitsu", que alcançou a décima posição. "Darlene" foi lançado em 24 de junho e alcançou a sexta posição, quebrando assim o recorde de "Samidare" como posição mais alta na Oricon da carreira de Kiyoharu (como artista solo) até então.
Em 1 de setembro de 2009 a turnê nacional de promoção ao álbum chamada Kiyoharu TOUR '09" madrigal of decadence  começou em Shibuya, Tóquio.

## Recepção
Masuda You, da Barks, afirmou que madrigal of decadence é uma excitante parte do "desejo insatisfeito de corrupção" de Kiyoharu.
Alcançou a décima quinta posição nas paradas semanais e a quarta nas paradas diárias da Oricon Albums Chart.

## Faixas
Todas as músicas compostas por Kiyoharu.
| N.º            | Título                         | Duração |  |
| 1.             | "Experience"                   | 2:02    |  |
| 2.             | "Petty"                        | 4:35    |  |
| 3.             | "My first pleasure"            | 3:34    |  |
| 4.             | "Kubiwa" (首輪)                | 5:00    |  |
| 5.             | "Tatta Hitori" (たったひとり)  | 5:53    |  |
| 6.             | "madrigal of decadence"        | 1:33    |  |
| 7.             | "Karatachi" (枸橘)             | 6:30    |  |
| 8.             | "Kurutta Kajitsu" (狂った果実) | 4:51    |  |
| 9.             | "Innocent"                     | 6:36    |  |
| 10.            | "I know"                       | 4:03    |  |
| 11.            | "Loved"                        | 5:25    |  |
| 12.            | "Samidare" (五月雨)            | 4:02    |  |
| 13.            | "Darlene"                      | 2:05    |  |
| 14.            | "Daraku" (堕落)                | 5:59    |  |
| 15.            | "Ilyd"                         | 3:18    |  |
| 16.            | "Devil"                        | 2:59    |  |
| Duração total: | Duração total:                 | 70:12   |  |

| Faixas bônus da edição limitada (DVD) |                                |         |  |
| N.º                                   | Título                         | Duração |  |
| 1.                                    | "Experience" (Videoclipe)      | 2:02    |  |
| 2.                                    | "Daraku" (Videoclipe)          | 5:59    |  |
| 3.                                    | "Samidare" (Videoclipe)        | 4:02    |  |
| 4.                                    | "Loved" (Videoclipe)           | 5:25    |  |
| 5.                                    | "Kurutta Kajitsu" (Videoclipe) | 4:51    |  |
| 6.                                    | "Darlene" (Videoclipe)         | 2:05    |  |